# Masdevallia notosibirica
Masdevallia notosibirica là một loài thực vật có hoa trong họ Lan. Loài này được Maek. & T.Hashim. mô tả khoa học đầu tiên năm 1973.